# Martin Schwartz
Martin Schwartz (27 de febrero de 1971) es un deportista estadounidense que compitió en remo. Ganó dos medallas en el Campeonato Mundial de Remo, en los años 1998 y 2000, ambas en la prueba de ocho con timonel ligero.

## Palmarés internacional
| Campeonato Mundial | Campeonato Mundial | Campeonato Mundial | Campeonato Mundial      |
| Año                | Lugar              | Medalla            | Prueba                  |
| ------------------ | ------------------ | ------------------ | ----------------------- |
| 1998               | Colonia (Alemania) | Medalla de plata   | Ocho con timonel ligero |
| 2000               | Zagreb (Croacia)   | Medalla de oro     | Ocho con timonel ligero |